# Jean-Baptiste Meiser

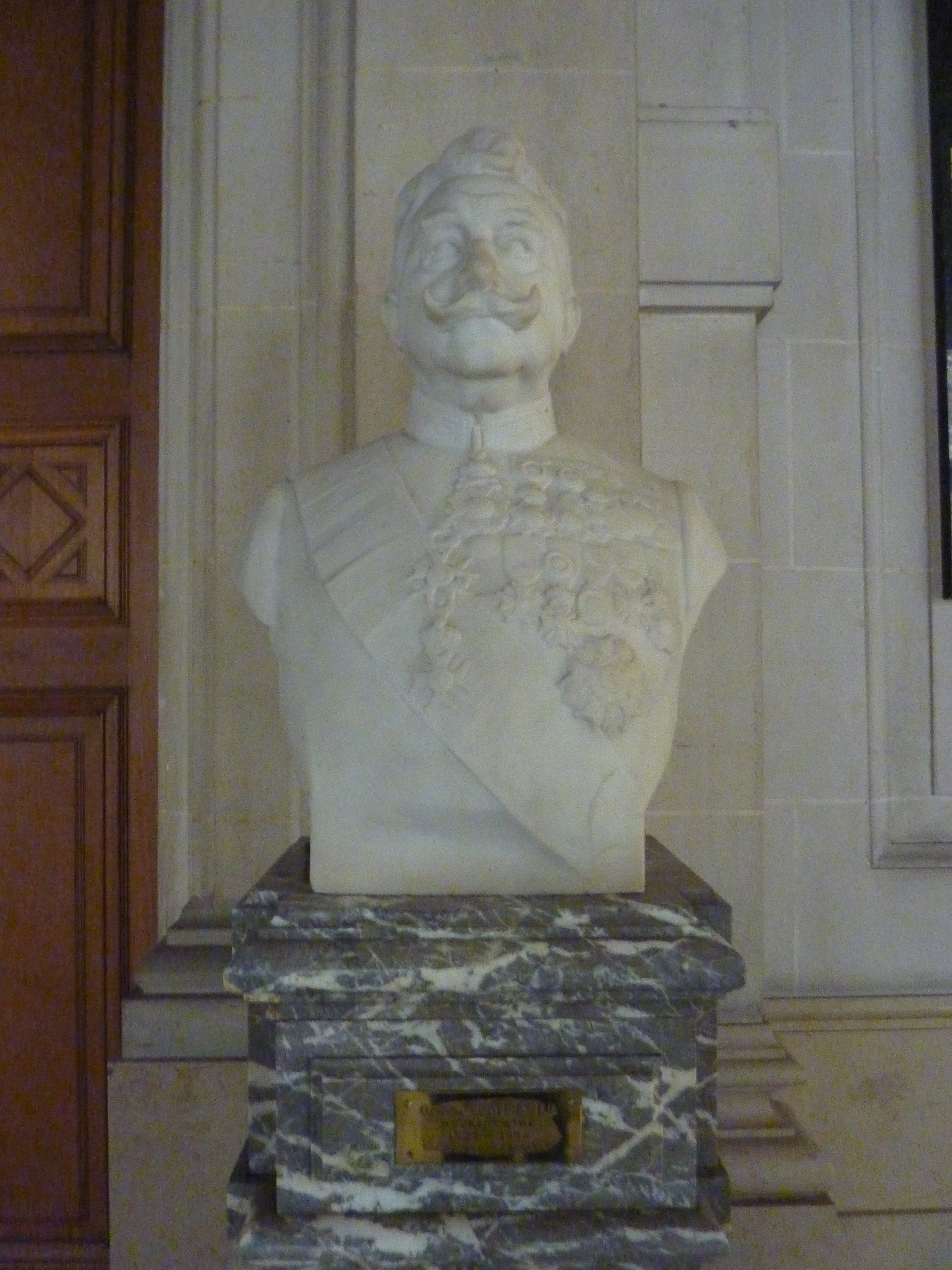
Buste van burgemeester Meiser op het stadhuis van Schaarbeek

Jean-Baptiste Meiser (Sint-Joost-ten-Node 1857 – Schaarbeek, 11 november 1940) was een Belgisch generaal en burgemeester van Schaarbeek. Het Meiserplein in Brussel is naar hem genoemd.

## Levensloop
Meiser werd geboren in het dorp Sint-Joost-ten-Node, naast de stad Brussel. Zijn vader was een Luxemburger die cartograaf was voor het Belgisch leger; deze stierf in 1869. Meiser was toen 12 jaar en trok naar het leger. Hij deed er karweitjes. Zijn moeder kon geen Militaire School voor hem bekostigen. In de jaren 1880-1890 maakte hij bevorderingen in het leger. Hij richtte een militaire school op voor sport: turnen en schermen waren er de disciplines. Aan de vooravond van de Eerste Wereldoorlog behaalde hij de graad van kolonel en dacht hij al aan zijn pensionering.
In 1914, bij de Duitse inval in België, werd kolonel Meiser naar de 3e divisie in Luik gestuurd. De Duitsers veroverden het fort van Luik. Meiser en de zijnen moesten zich terugtrekken achter de IJzer. Hij voerde er het bevel over de 9e Linie, de 11e Linie en de 12e Linie. In oktober 1914 slaagden de Duitsers erin de linkeroever van de IJzer te bezetten. Meiser viel lelijk van zijn paard en behield er de rest van zijn leven problemen over bij het stappen. Met hulptroepen gestuurd door de Franse maarschalk Foch werden de Duitsers teruggedreven naar de rechteroever. Foch beloonde Meiser met het Legioen van Eer (november 1914). In april 1917, in een periode van gasaanvallen door de Duitsers, kreeg Meiser zijn pensioen. Hij bleef evenwel op post. In maart 1918 maakte Meiser een zwaar incident mee van oorlogsmoeheid bij zijn troepen. Hij handhaafde de orde. Een maand later werd Meiser bevorderd tot generaal-majoor omwille van verdiensten aan het front.
Na de oorlog was Meiser kort militair gouverneur van de provincie Brabant (1918-1919). Hij werd beloond met de titel van luitenant-generaal, wat in die tijd de hoogste rang in het Belgisch leger was. Sindsdien hield generaal Meiser zich met de gemeentepolitiek in Schaarbeek bezig. Hij werd gemeenteraadslid voor de Liberale Partij in 1921, schepen in 1927, burgemeester in 1927. De prioriteit van zijn beleid was de wijk Terdelt. Hij richtte de wijk opnieuw in, liet lanen trekken en trok winkels aan. Ook andere verfraaiingen in Schaarbeek volgden. Hij bleef burgemeester tot 1938, waarna hij zich uit het politieke leven terugtrok. Hij overleed in 1940, nadat hij de inval van de Duitsers en de Achttiendaagse Veldtocht op afstand had vernomen.